# Иджара
Иджа́ра (араб. إجارة‎) — в мусульманском экономическом праве, договор аренды и лизинга по условиям которого, одна сторона (лизингодатель) приобретает и сдает в лизинг другой стороне (лизингополучателю) некое имущество (как движимое, так и недвижимое) на определённый срок, за что получает вознаграждение в виде арендных платежей, размер которых согласовывается сторонами заранее. Право собственности на вещь, являющуюся предметом лизинга, остается у лизингодателя. Если же по истечении срока действия договора лизингополучатель не хочет пролонгировать договор, банк может заключить новый договор с другим клиентом.
Механизм иджара распространен в операциях исламских банков, в том числе такой международной организации, как Исламский банк развития.

## Отличие договора иджара от традиционного договора лизинга
Отличие договора иджара от традиционного договора лизинга состоит в том, что последний является консенсуальным договором и считается вступившим в силу с момента его подписания. В то же время договор иджара относится к числу реальных договоров и считается заключенным в момент передачи имущества, являющегося предметом лизинга. Лизингополучатель в договоре иджара не обязан уплачивать полную сумму оговоренных лизинговых платежей, если объект лизинга становится непригодным к использованию. На исламский банк, выступающий в роли лизнгодателя, возлагается обязанность застраховать объект лизинга и уплачивать страховые взносы, в то время как величина лизинговых платежей остается неизменной на протяжении всего срока действия договора иджара.

## Иджара ва иктина
В качестве разновидности механизма иджара в практике исламских банков встречается иджара ва иктина (лизинг с последующим выкупом). Основное отличие от простого лизинга состоит в том, что со стороны клиента банка существует обязательство выкупить оборудование, здание и т. п. к концу арендного периода (то есть когда сумма выплат со стороны клиента достигнет уровня, соответствующего согласованной между сторонами цене продажи).
Лизинг с последующим выкупом часто используется для приобретения дорогостоящего оборудования (заводов, машин), а также финансирования жилищного строительства.

## Законность иджара с точки зрения шариата
Сделка иджара законна в соответствии с Кораном и Сунной.
В Коране сказано: "Сказала одна из них: «Отец мой, наймите его (за плату)» и «Если бы ты захотел, то получил бы за это вознаграждение».
В Сунне законность иджара подтверждается словами Пророка Мухаммеда о том, что тот, кто нанял рабочего, должен информировать его о зарплате и что необходимо выплатить зарплату работнику, пока не высохнет пот.